# Il settimo flagello
Il settimo flagello (Pan Wołodyjowski) è un film del 1969 diretto da Jerzy Hoffman, tratto dal romanzo storico Il signor Wołodyjowski dell'autore polacco Henryk Sienkiewicz. Il film è il primo di una trilogia di film storici diretti da Hoffman e tratti da opere di Sienkiewicz, insieme a Diluvio (1974) e Ogniem i mieczem (1999).

## Trama
Il film è ambientato nel XVII secolo, durante l'invasione ottomana della Polonia negli anni 1668-72.